# Клир-Лейк (тауншип, Миннесота)
Клир-Лейк (англ. Clear Lake) — тауншип в округе Шербурн, Миннесота, США. На 2000 год его население составило 1630 человек.

## География
По данным Бюро переписи населения США площадь тауншипа составляет 96,1 км², из которых 87,2 км² занимает суша, а 8,9 км² — вода (9,27 %).

## Демография
По данным переписи населения 2000 года здесь находились 1630 человек, 574 домохозяйства и 478 семей. Плотность населения — 18,7 чел./км². На территории тауншипа расположена 821 постройка со средней плотностью 9,4 построек на один квадратный километр. Расовый состав населения: 98,53 % белых, 0,25 % афроамериканцев, 0,06 % коренных американцев, 0,06 % азиатов, 0,80 % — других рас США и 0,31 % приходится на две или более других рас. Испанцы или латиноамериканцы любой расы составляли 0,92 % от популяции тауншипа.
Из 574 домохозяйств в 38,9 % воспитывались дети до 18 лет, в 79,3 % проживали супружеские пары, в 2,8 % проживали незамужние женщины и в 16,6 % домохозяйств проживали несемейные люди. 13,8 % домохозяйств состояли из одного человека, при том 4,4 % из — одиноких пожилых людей старше 65 лет. Средний размер домохозяйства — 2,84, а семьи — 3,12 человека.
27,7 % населения — младше 18 лет, 6,6 % — в возрасте от 18 до 24 лет, 28,3 % — от 25 до 44, 28,2 % — от 45 до 64, и 9,1 % — старше 65 лет. Средний возраст — 37 лет. На каждые 100 женщин приходилось 104,3 мужчин. На каждые 100 женщин старше 18 приходилось 105,0 мужчин.
Средний годовой доход домохозяйства составлял 63 229 долларов, а средний годовой доход семьи — 67 500 долларов. Средний доход мужчин — 45 735 долларов, в то время как у женщин — 31 136. Доход на душу населения составил 29 599 долларов. За чертой бедности не находилась ни одна семья и 0,5 % всего населения тауншипа, из которых 4,0 % старше 65 лет.